# Microsorum siamense
Microsorum siamense là một loài dương xỉ trong họ Polypodiaceae. Loài này được Boonkerd mô tả khoa học đầu tiên năm 2006.
Danh pháp khoa học của loài này chưa được làm sáng tỏ. 